# Stensjön (Vånga socken, Östergötland)
Stensjön är en sjö i Norrköpings kommun i Östergötland och ingår i Motala ströms huvudavrinningsområde. Sjön har en area på 0,0578 kvadratkilometer och ligger 102,1 meter över havet. Sjön avvattnas av vattendraget Nygårdsån.

## Delavrinningsområde
Stensjön ingår i det delavrinningsområde (650683-148844) som SMHI kallar för Mynnar i Sätraån. Medelhöjden är 77 meter över havet och ytan är 62,01 kvadratkilometer. Det finns inga avrinningsområden uppströms utan avrinningsområdet är högsta punkten. Nygårdsån som avvattnar avrinningsområdet har biflödesordning 4, vilket innebär att vattnet flödar genom totalt 4 vattendrag innan det når havet efter 60 kilometer. Avrinningsområdet består mestadels av skog (81 procent). Avrinningsområdet har 2,39 kvadratkilometer vattenytor vilket ger det en sjöprocent på 3,8 procent.